# Phyllophaga tejupana
Phyllophaga tejupana är en skalbaggsart som beskrevs av Moron 2000. Phyllophaga tejupana ingår i släktet Phyllophaga och familjen Melolonthidae. Inga underarter finns listade i Catalogue of Life.